# Urushiol
L'urushiol (pronunciato /ʊˈruːʃiɒl/), noto anche come urusciolo, è un olio che si trova in alcune piante della famiglia delle Anacardiaceae, specialmente il Toxicodendron spp. (ad es. quercia velenosa, edera velenosa o sommacco velenoso). Si trova anche nel guscio di noce del frutto dell'anacardo (Anacardium occidentale) e sulla buccia del frutto del mango. Causa al contatto un'irritazione allergica della pelle, nota come dermatite da contatto indotta dall'urushiol. Il nome deriva dalla parola giapponese urushi, che indica una lacca prodotta in Asia orientale dalla linfa degli alberi di kiurushi (albero della lacca). L'ossidazione e la polimerizzazione dell'urushiol nella linfa dell'albero in presenza di umidità consentono di formare una lacca dura, che si usa per produrre le tradizionali lacche cinesi e giapponesi.
L'urushiol è un liquido giallo con un punto di ebollizione di 200-210 °C. È parzialmente miscibile nell'alcol e nell'etere, ma quasi immiscibile in acqua. Chimicamente, l'urushiol è una miscela di parecchi composti organici strettamente legati. Ciascuno consiste di un catecolo sostituito da una catena alchilica che ha 15 o 17 atomi di carbonio. Il gruppo alchilico può essere saturo o insaturo; l'olio di urushiol è una miscela di molecole sature ed insature. L'esatta miscela dipende dalla specie della pianta. Ad esempio, l'urushiol della quercia velenosa contiene perlopiù catecoli con catene laterali di C17, ma l'edera velenosa ed il sommacco velenoso contengono per la maggior parte catecoli con catene laterali di C15. La reazione allergica è dipendente dal grado d'insaturazione dalla catena alchilica. Meno della metà della popolazione generale reagisce all'urushiol saturo da solo, ma oltre il 90% reagisce all'urushiol contenente almeno due gradi di insaturazione (doppi legami). 
|  | R = (CH2)14CH3 o R = (CH2)7CH=CH(CH2)5CH3 o R = (CH2)7CH=CHCH2CH=CH(CH2)2CH3 o R = (CH2)7CH=CHCH2CH=CHCH=CHCH3 o R = (CH2)7CH=CHCH2CH=CHCH2CH=CH2 ed altri. |

Si pensa che esistano linfociti T specifici per l'uroshiol, come per altre forme apteniche chimicamente reattive, come il dinitrofenolo o i lattami delle penicilline. In questi casi, probabilmente gli apteni si legano a proteine self ed il complesso proteina-aptene viene poi riconosciuto dai linfociti T, scatenando la risposta cellulo mediata e quindi la reazione irrititativa.